# Trastorno de identidad disociativo
El Trastorno de identidad disociativo (TID), antes conocido como Trastorno de personalidad múltiple en la CIE-10 y DSM-III, es un trastorno disociativo reconocido y clasificado por los manuales DSM-5, DSM-5-TR, CIE-10, CIE-11, el Manual de Merck y otros manuales clínicos. 
Se caracteriza por la existencia de dos o más identidades en una persona, cada una con su propio patrón de percibir e interactuar con el ambiente, que alternan o influyen en el control ejecutivo de forma rutinaria. No obstante, la expresión o ausencia de estos estados de personalidad varía dependiendo de la motivación psicológica, el nivel de estrés presente, la cultura, los enfrentamientos internos y dinámicos, así como la capacidad para manejar las emociones. 
Se presentan distintos grados de amnesia disociativa, como amnesia de eventos traumáticos, «tiempo perdido», pérdida de habilidades bien aprendidas y otros olvidos que no se explican por el olvido ordinario. Tiene comorbilidad con trastornos de personalidad (especialmente el trastorno evitativo de personalidad y trastorno límite de la personalidad), el trastorno por estrés postraumático, depresión, trastorno por abuso de sustancias, trastornos de conducta alimentaria, autolesiones y trastornos de ansiedad. También se ha discutido que el TID presenta más síntomas de primer rango Schneiderian (pensamientos intrusivos, voces, impulsos, emociones insertadas o retiradas, etc) que las personas con esquizofrenia.
Estudios internacionales estiman que el TID tiene una prevalencia en población general del 1.1% al 1.5%.
La causa se asocia a trauma infantil prolongado y repetido. En aproximadamente el 90% de los casos hay un historial de múltiples formas de negligencia y maltrato infantil. Otras experiencias traumáticas incluyen guerra, procedimientos médicos difíciles, terrorismo, problemas de apego, desastres naturales, abuso de organizaciones coercitivas, pérdida de cuidadores, trata de personas, y dinámicas disfuncionales en el hogar. 
El escepticismo entre profesionales de la existencia o validez de este diagnóstico ha llevado a otras teorías etiológicas asociadas a influencia externa, como influencia cultural, influencia terapéutica o iatrogénica, o tendencia a la fantasía. Sin embargo, la evidencia se inclina hacia la etiología traumática.

## Definiciones
Históricamente, la disociación es un término que se ha empleado para un amplio espectro de experiencias, lo que complica su definición.
El término se define desde el antiguamente llamado magnetismo animal, fallos normales en la atención, como mecanismo de defensa, hasta quebrantamiento en los procesos de memoria, y división de la identidad y la estructura del self. Respecto a esta última definición, se han usado otros términos en la literatura como estados de personalidad, estados de identidad, ego o self-states (estados del yo), alters o partes disociadas.
La disociación entonces se puede definir como un concepto dinámico y multidimensional.

## Signos y síntomas
Hay varios signos característicos del trastorno de identidad disociativo:
- Amnesia disociativa, fugas disociativas
- Intensos dolores de cabeza.
- Trastornos somáticos y conversivos.
- Distorsiones en la percepción del tiempo (incapacidad para calcular el tiempo, sentir que las cosas van lento o rápido, etc.)
- Despersonalización y desrealización (sentimiento de estar separado de uno mismo y experimentar su medio como irreal).
- Alteración y confusión de identidad [12]
- Crisis de pánico y flashbacks.
- Confusión y alteración de la identidad.
- Hablar de uno mismo como "nosotros" o "ellos" [15]
- Una capacidad fluctuante para funcionar, desde la alta funcionalidad hasta la inhabilidad significativa.

De acuerdo con la última edición del Manual Diagnóstico y Estadístico de los Trastornos Mentales, los síntomas del TID pueden confundirse y pueden ser comórbidos con otras condiciones como depresión, ansiedad, abuso de sustancias, autolesiones u otros síntomas comunes. Convulsiones no epilépticas y síntomas neurológicos funcionales son prominentes en algunas presentaciones del TID. La mayoría de las personas experimentan síntomas de primer rango Schneiderian, que previamente se consideraban exclusivas de las personas con esquizofrenia, por ejemplo voces que comentan acciones o se comunican entre sí, transmisión de pensamientos, inserción de pensamientos y retiro de pensamientos que podrían ser aspectos disociativos y manifestación de las demás identidades. También se distinguen fobias, ataques de pánico, trastornos de conducta alimentaria, y síntomas del estrés postraumático como flashbacks. Son frecuentes los episodios de automutilación no suicidas, pero también pueden ser frecuentes los intentos de suicidio. Aunque se aparenta normalidad, el funcionamiento se complica ante los cambios de identidades y la amnesia rutinaria.
La amnesia disociativa puede detectarse, por ejemplo, cuando personas externas comentan sobre actividades inusuales o cambios en comportamiento que la persona no recuerda. Se pueden descubrir objetos, productos o manuscritos que nadie más pudo haber adquirido o escrito y que no se reconocen. Sin embargo, pese a la amnesia, puede desarrollarse cierta consciencia de las partes disociadas, y a menudo se refieren a sí mismas en primera persona plural, «nosotros», o tercera persona, «él», «ella», «ellos».
La transferencia del control ejecutivo del cuerpo puede ocurrir como consecuencia de la reexperimentación del suceso traumático (puede ser por olores, sonidos, calles, etc.), de circunstancias que sean similares a dicho evento o porque se infiere que se llegará a una situación que requiere manejarse por una identidad determinada a través de la disociación. Esta transición puede aparecer de forma brusca e inmediata con notoria presencia de la nueva identidad que toma el control o puede ser de manera paulatina sin que sea posible notar cuándo ocurre la transición. En este caso, investigaciones han demostrado que es similar a entrar en trance, en un sueño o en un desprendimiento corpóreo. Las características de este cambio dependerán de la coexistencia y conocimiento de las identidades entre sí, de la situación en la que se encuentre la persona, y generalmente se acompaña de amnesia entre los episodios para mantener la individualidad de cada una de las identidades, es por ello que cada identidad suele tener memoria exclusiva de sus experiencias anteriores, pero no de las vividas por las demás identidades. Ocasionalmente, se pueden manifestar como destellos de memoria o bien puede recordarse como hechos acontecidos a un tercero.
Aun cuando la principal causa atribuible es como consecuencia de eventos traumáticos de la niñez, también se tiene conocimiento de la creación de identidades para cubrir una necesidad o deseo que el individuo no puede realizar abiertamente por restricciones, sociales, culturales, familiares o religiosas. De esta manera es común la existencia de identidades completas o solo fragmentos, los cuales existen solo por periodos limitados y con un propósito específico.

## Causas

### General
Las causas del Trastorno de identidad disociativo se dividen en dos grupos de teorías etiológicas; la etiología traumática y la etiología sociocognitiva (o no traumática). El modelo de trauma sugiere que un gran número de experiencias adversas de la infancia son el principal factor de riesgo para desarrollar trastornos traumáticos y disociativos, entre ellos el TID. El modelo sociocognitivo, o iatrogénico o de fantasía, sugieren que el TID es desarrollado por sugestionabilidad, por alta tendencia a la fantasía o por influencias socioculturales o de un terapeuta.

## Diagnóstico
Las personas con trastorno de identidad disociativo tienen normalmente una historia de tres o más diagnósticos psiquiátricos previos y que no han respondido al tratamiento.

### Criterios
El Manual Diagnóstico y Estadístico de los Trastornos Mentales (DSM-V), en su quinta edición del 2013, establece que deben cumplirse los cinco criterios:
1. Perturbación de la identidad que se caracteriza por dos o más estados de la personalidad bien definidos, que se puede describir en algunas culturas como una experiencia de posesión. La perturbación de la identidad implica una discontinuidad importante del sentido del yo y del sentido de la entidad, acompañado de alteraciones relacionadas del afecto, el comportamiento, la conciencia, la memoria, la percepción, el conocimiento y/o el funcionamiento sensitivo-motor. Estos signos y síntomas pueden ser observados por parte de otras personas o comunicados por el individuo.
2. Vacíos recurrentes al recordar eventos cotidianos, información personal importante y/o eventos traumáticos que son inconsistentes con el olvido cotidiano.
3. Los síntomas causan malestar clínicamente significativo o alteración en el funcionamiento social, ocupacional o en otras esferas relevantes.
4. La alteración no es una parte normal de prácticas culturales o religiosas. Nota: En niños, se debe descartar primero la presencia de amigos imaginarios u otros juegos de fantasía que se puedan confundir con alguno(s) de los síntomas mencionados.
5. Los síntomas no son explicados por los efectos de una sustancia (ej., comportamiento errático durante una intoxicación alcohólica) o condición médica (ej., epilepsia parcial compleja).

### Diagnóstico diferencial y comorbilidad
La disociación es un factor de confusión en el espectro completo de los trastornos psiquiátricos, pues los altos valores de comorbilidad no pueden ser un artefacto de criterios diagnósticos excesivamente inclusivos o imprecisos. Los estudios sobre poblaciones con diagnósticos "puros" (sin aparente comorbilidad) apenas reflejan la situación clínica y el día a día. Las dificultades en diagnóstico diferencial y de comorbilidad son mayores en población infantil.

#### Esquizofrenia
Se ha llegado a confundir el TID con la esquizofrenia, tanto por su etimología (del griego clásico σχίζειν schizein ‘dividir’ y φρήν phrēn, ‘mente’), literalmente, «mente dividida», como por los orígenes de su estudio. Anteriormente, se pensaba que los síntomas de primer rango Schneiderian eran exclusivas de la esquizofrenia, pero están más presentes en el Trastorno de Identidad Disociativo. Incluso se ha detectado que, aquellas personas con esquizofrenia que tuvieron pasados especialmente traumáticos, son quienes presentan más estos síntomas de primer rango, demostrando que estos síntomas deberían considerarse más asociados a trauma que a psicosis. 
Las diferencias de la esquizofrenia pueden distinguirse con los trastornos formales de pensamiento —desorganización de cognición—, que están ausentes en el TID. La prueba y juicio de la realidad se ve alterado mucho más en esquizofrenia, mientras que en el TID, cualquier alteración del juicio está más asociado a flashbacks —reexperimentación traumática—, regresiones — "me siento como un niño pequeño"— e hipervigilancia —"me van a lastimar, siento que alguien me está siguiendo"—. El juicio de realidad alterado de la esquizofrenia podría confundirse con la confusión y alteración de una identidad alterna —"soy un grillo, que me oculto en la noche y aviso del peligro"—, así que el diagnóstico diferencial debe indagar en la motivación, experiencia y contexto.
Las alucinaciones auditivas pueden estar presentes o ausentes tanto en esquizofrenia como en TID. Sin embargo, se han descrito las voces del TID como más complejas, dialogan entre sí, su discurso es lógico y coherente, hay más presencia de voces infantiles, y el anfitrión (o la identidad más presente en el día a día) tiene una actitud más sospechosa, perpleja y con explicaciones no delirantes de las voces. En la esquizofrenia, se suelen acompañar con el delirio del contexto y no suele cuestionar el contenido o el origen —"la gente de la televisión habla de mí en pistas"—.

#### Trastornos de personalidad
Algunos autores escépticos del TID han argumentado que este no es más que un tipo de TLP, y otros autores han argumentado que, aunque se pueden entender y diferenciar como entidades distintas, tal vez el TID está siendo sobrediagnosticado.

## Tratamiento y pronóstico
Las publicaciones internacionales sobre el tratamiento de los trastornos disociativos, que incluyen casos y estudios clínicos en más de 26 países, expresan como consenso de expertos que los trastornos relacionados con el trauma complejo requieren de un tratamiento dividido por fases; con un mínimo de 3:
- Fase 1: Establecer seguridad, estabilidad y una reducción de síntomas
- Fase 2: Confrontación, superación e integración de recuerdos traumáticos
- Fase 3: Integración (tanto de partes como integración a la comunidad) y rehabilitación

Secuenciar el tratamiento previene retraumatización al exponer a la persona a su pasada experiencia extrema cuando aún no ha desarrollado las herramientas y recursos apropiados, además de acompañar durante el proceso de reintegración a su comunidad. La duración de las fases dependerá de la complejidad y comorbilidad, frecuentemente será necesario regresar a una fase anterior. El tratamiento del TID es adecuado cuando, además de incluir las fases de un tratamiento de TEPT y la alianza terapéutica como primera tarea del clínico, también incluye un enfoque ecléctico para atender la heterogeneidad del trastorno y la atención a los síntomas disociativos.
Sin embargo, no existe medicación para los síntomas disociativos complejos del TID.
Pueden existir comorbilidades como trastornos de la personalidad, afectivos, trastornos de la conducta alimentaria y de abuso de sustancias que requieren tratamiento adicional o requieren resolverse como prioridad. La calidad de vida entonces mejora más despacio, pueden aparecer más crisis y dificultar el pronóstico.

## Epidemiología

### General
Estudios en diversos países indican un porcentaje de 1-3% de la población general, 1-9.6% en pacientes hospitalizados, y en pacientes ambulatorios 2-5%
- En EE. UU., en un estudio correlacional de 658 individuos del norte de Nueva York, con una media de edad de 33.1 años, se encontró una prevalencia de 1.5% de Trastorno de Identidad disociativo (sin mucha evidencia de género) con el instrumento SCID-D, y los individuos con trastornos de personalidad, trastornos de ansiedad y trastornos afectivos tenían más altas probabilidades de tener al menos algún tipo de trastorno disociativo (Despersonalización 0.8%, amnesia disociativa 1.8%, Trastorno disociativo No especificado 4.4%).[31]
- Durante 2 años de estudio en un hospital de Manitoba, Canadá, y excluyendo a pacientes que ya tenían el diagnóstico de TPM (1991), 299 participaron y 10 (3.3%) se confirmaron clínicamente con el trastorno.[32]
- Poco se ha estudiado en países latinoamericanos. Un estudio en Jalisco, México de 100 pacientes psiquiátricos de entre 18 a 63 años, durante 12 meses del estudio, un 24% cumplían criterios para trastorno de identidad disociativa.[33]
- En Países Bajos, de 122 pacientes internados en el hospital general neerlandés (68 hombres, 58 mujeres), durante el estudio de 12 meses, 2 mujeres (2%) cumplieron criterios para Trastorno de Identidad Disociativo.[34]
- Alemania presentó un estudio de correlación entre trauma infantil y disociación, de entre 115 pacientes internados en la clínica psiquiátrica, 15 (de 20) fueron elegidos por su puntaje alto en la escala DES, a quienes después de aplicársele el cuestionario SCID-D-R, 1 (1%) fue diagnosticado con TID.[35]
- En Turquía, un estudio incluyó 35 pacientes consecutivos en el programa de trastornos disociativos de una clínica psiquiátrica universitaria que cumplieron con los criterios del Manual Diagnóstico y Estadístico de Trastornos Mentales-IV (DSM-IV) para el trastorno de identidad disociativo. Los S se evaluaron con las versiones turcas del Programa de entrevistas de trastornos disociativos y la Escala de experiencias disociativas. Se realizó un análisis descriptivo de las características clínicas. La mayoría (88,6%) de los pacientes eran mujeres. La edad media del grupo fue de 22,8 años. El 77,1% de los pacientes informó abuso físico o sexual infantil.[36] Dieciocho pacientes (90%) fueron mujeres en sus 20 años, o menores de 20 años.[37]

Además de estudios de prevalencia, se han hecho estudios para examinar la relación terapéutica. De entre 292 terapeutas y 280 pacientes de TID y Trastorno Disociativo No Especificado (el subtipo TID-Parcial) en 2009. Los países participantes fueron Estados Unidos, Canadá, Reino Unido, Países Bajos, Alemania, Australia, Suecia, Escocia, Bélgica, Nueva Zelanda, España, Argentina, Noruega, Brasil, Finlandia, Taiwán, Singapur, Israel, Eslovaquia y Sudáfrica. Una limitante del estudio fue el idioma (exclusivamente inglés).

### Diferencias de género
Aún se desconocen las razones exactas de la diferencia de género, pues los pacientes de sexo femenino son diagnosticados de 3 a 9 veces más que del sexo masculino. Una de las teorías es la sospecha de que el sexo masculino es diagnosticado en ambientes criminales más que encontrarse en ambientes clínicos. Otra teoría se relaciona con el trauma por traición, pues aunque las capacidades disociativas entre sexos no es diferente, el tipo de trauma por traición es más prevalente en el sexo femenino; por lo tanto, incrementaría la probabilidad de amnesia y compartimentación de memoria.

## Historia

### SigloXVIII

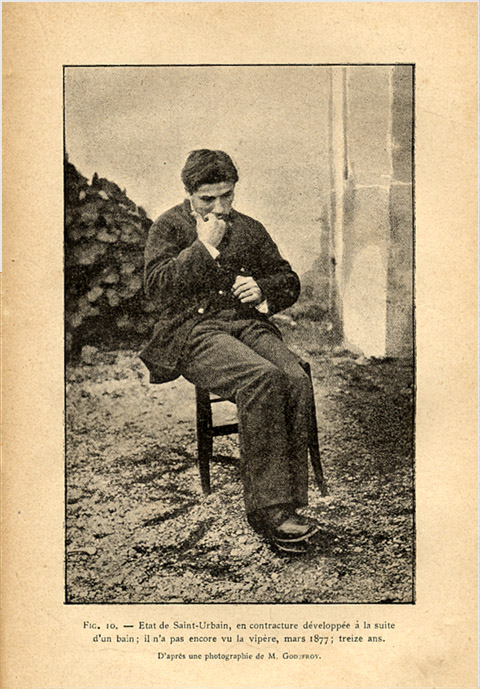

La mayor parte de las investigaciones de los fenómenos disociativos surgieron de pioneros a finales del siglo XVIII y el siglo XIX en Europa, pues anterior a esta época, los casos fueron descritos y explicados en términos de posesiones y eventos espirituales como reencarnaciones. A partir del mesmerismo o magnetismo animal —llamado también sonambulismo artificial y actualmente conocido como hipnosis—por el médico alemán Franz-Anton Mesmer, se descubrió este estado de consciencia profundo que podía inducirse por un tercero y en el que parecía existir una "dédoublement", o "doble consciencia". Su estudiante, Armand-Marie Jacques de Chastenet, Marquis de Puysegur, descubrió que los individuos hipnotizados solo eran conscientes, durante la hipnosis, del hipnotizador, y al salir de la hipnosis resultaban amnésicos de lo sucedido durante el trance. La división de la consciencia —término que en ese entonces se usaba indistintamente para personalidad, mente, psique y ego ("yo")— era entendida como explicación para los fenómenos disociativos como la amnesia post-hipnótica y, posteriormente, la histeria.
Es a Eberhard Gmelin quien se le adjudica el lugar como el primer médico en detallar en 1791 un caso de doble personalidad; una joven alemana que "intercambiaba"  su personalidad, que sufría de catalepsia, a una de una joven francesa que podía predecir sus ataques. Gmelin trató a esta paciente con la técnica de magnetismo animal de Mesmer. Se ha especulado que la joven podría ser Caroline Heigelin.

### SigloXIX
Inicialmente, esta división de la consciencia no era referido como disociación. Autores proponen que el primero en usar el término disociación —o literalmente desagregación (désagrégation)— fue el psiquiatra francés Moreau de Tours en 1845, refiriéndose a la separación o aislamiento de ideas, y división de personalidad que, de otra forma, serían integradas al todo. Esto fue explorado más a fondo por Paul Tascher, quien especuló que ciertas condiciones nerviosas, específicamente los estados de posesión y la escritura automática, involucraban una división de consciencia. El médico Charles-Humbert-Antoine Despine documenta en 1840 el caso de Estelle L’Hardy, una niña de 11 años con dolores de cabeza, somatizaciones y parálisis histérica, aunque el médico no llegó a asociar los eventos traumáticos de su infancia a sus síntomas. Paul Briquet, quien atendió alrededor de 430 pacientes, definiría la histeria en su Tratado de la Histeria (1859) como una neurosis del cerebro que se manifiesta en muchos síntomas corporales inexplicables que son emociones o pasiones expresándose, y más tarde estas expresiones corporales se llamarían Síndrome de Briquet y, actualmente, trastorno de somatización.
A finales del siglo XIX, Jean-Martin Charcot estudió la histeria en mujeres refugiadas en un asilo en la Salpetriere, asociando los síntomas somáticos, convulsiones psicógenas y parálisis con la hipnosis y la histeria, pero aun sin asociar estos síntomas con los eventos traumáticos de estas mujeres. No fue sino hasta indagar en la vida interna de sus pacientes que tres investigadores encontraron esta asociación, Pierre Janet, en Francia, y Sigmund Freud con Joseph Breuer, en Viena: la histeria era una condición causada por un trauma psicológico. Aunque la histeria se creía que existía únicamente en mujeres, a veces se reconocía en varones, como Louis Vivet, un adolescente que alternaba estados de parálisis en las piernas y estados sin esta parálisis, a quien, años más tarde, Pierre Janet lo describiría como teniendo seis "existencias"; cada una con diferentes memorias, características personales y grados distintos de problemas motores y sensoriales.
El primer estudio sistemático sobre la disociación surge del trabajo del pionero psicólogo, médico y filósofo Pierre Janet en 1889, quien es considerado junto a William James y Wilhelm Wundt como los padres fundadores de la psicología y, es a su vez, el padre de la disociación. Una de las primeras pacientes diagnosticadas y estudiadas en profundidad fue Clara Norton Fowler, bajo el pseudónimo de Christine Beauchamp, por el neurólogo estadounidense Morton Prince, quien estudió su caso de 1898 hasta 1904 y documentándolo en su monografía Dissociation of a Personality. Entre los años 1880 y 1920 se sostuvieron conferencias médicas internacionales dedicadas a la disociación.

### SigloXX
El interés en la disociación, el sonambulismo, los estados alternos y las personalidades múltiples disminuyó por varios motivos. Por ejemplo, después de la muerte de Charcot en 1893, se expuso a varias de sus pacientes histéricas como supuestos fraudes, y la reputación de sus asociados como Janet sufrieron un golpe de credibilidad. También influyó la retractación de la teoría de la seducción de Sigmund Freud, repudiando la asociación entre la histeria —y los síntomas disociativos y somatomorfos— y su etiología en el trauma infantil; su nuevo argumento eran las fantasías edípicas.
Otro factor para el declive de interés fue, posiblemente, el incremento de interés en el fenómeno de psicosis, cuando Eugen Bleuler introdujo el término "esquizofrenia" representando el concepto "dementia praecox" (demencia precoz) de Emil Kraepelin. Mientras que la entidad de enfermedad natural de Kraepelin estaba anclada en la metáfora del deterioro progresivo y la debilidad y el defecto mental, Bleuler ofreció una reinterpretación basada en la disociación o "escisión" (Spaltung) y amplió los criterios de inclusión para el diagnóstico. Una revisión del Index medicus de 1903 a 1978 mostró una disminución dramática en el número de informes de personalidad múltiple después de que el diagnóstico de esquizofrenia se hiciera popular, especialmente en los Estados Unidos.

#### Las tres caras de Eva
Ver artículo principal Chris Costner Sizemore
En 1957 se publicó el superventas The Three Faces of Eve de los psiquiatras Corbett H. Thigpen y Hervey M. Cleckley, y la película del mismo nombre, basado parcialmente en un estudio de caso de su paciente Chris Costner. Con esto se reavivó el interés del público por la personalidad múltiple, y se diagnosticaron más casos en los años siguientes, pero no tantos como con el libro de los años 1970, el caso de Sybil.

#### Shirley Mason (Sybil)
Ver artículo principal Shirley Ardell Mason
El caso más famoso de TID en el siglo XX fue el superventas publicado por Flora Rheta Schreiber en 1973, una biografía novelizada de Shirley Ardell Mason, una artista plástica que vivió con 16 identidades. El libro fue también adaptado en una miniserie en 1976 y en una película en 2007, que detalla parte del tratamiento que llevó con la psiquiatra psicoanalista Cornelia B. Wilbur. Tanto el libro como la miniserie de 1976 tuvieron tanto impacto que aumentó la cantidad de diagnósticos de TID, además de que en esas épocas se empezaba a romper el tabú del abuso infantil de parte de un progenitor.

#### Billy Milligan
Ver artículo principal Billy Milligan
Billy Milligan fue arrestado en 1975 y luego condenado por secuestro, violación y robo a tres estudiantes universitarias en 1977 en Ohio. Durante las evaluaciones psiquiátricas de esta segunda detención, se descubrió que había 24 (10 se detectaron inicialmente) identidades, con características y habilidades distinguidas. Estos alters tenían roles y trabajos específicos, por ejemplo, David era un niño de 8 años que soportaba el dolor.
Milligan fue trasladado al Hospital Psiquiátrico Harding. El objetivo era lograr unir a los distintos alters en uno solo, para poder enfrentar el juicio. Se alegó una defensa por enajenación mental.

### SigloXXI
En la edición 11 de la Clasificación Internacional de Enfermedades (CIE), la Personalidad Múltiple fue renombrado a Trastorno de Identidad Disociativo. También fue agregado su manifestación Parcial, el TID Parcial, en el año 2018.

## Sociedad y cultura popular

### General
Varias personas que viven con TID han hablado públicamente sobre sus experiencias, incluida la comediante y presentadora de programas de entrevistas Roseanne Barr, quien entrevistó a Truddi Chase, autora de When Rabbit Howls. Más personas han presentado sus autobiografías como Chris Costner Sizemore, Cameron West, el jugador de la NFL y actual político Herschel Walker; y otras son activistas públicas como la actriz AnnaLynne McCord y el pianista James Rhodes.
El día internacional para la consciencia del Trastorno de Identidad Disociativo se celebra cada año el 5 de marzo, y se ha representado por un listón con diseño de retazos del diseñador y activista Coping in Crazy Ville.

### Cultura Popular
Véase Categoría: Personajes ficticios
- El personaje Agustín Gordillo (interpretado por el actor Carlos Areces) en la telecomedia española La que se avecina.
- El personaje Moon Knight, un superhéroe de Marvel Comics y una adaptación para la serie de televisión en la plataforma Disney Plus.
- El personaje Malcolm Rivers (interpretado por el actor Pruitt Taylor Vince) en la película Identity (2003).
- El personaje Elliot Alderson (interpretado por Rami Malek) en la serie Mr. Robot.
- El personaje Tara Gregson (interpretado por Toni Collette) en la serie United States of Tara.
- El personaje Verónica Valladolid (interpretado por Alexa Damián) en la telenovela mexicana Barrera de amor.
- Las películas "Split" y "Glass".
- El personaje del narrador en Fight Club.